# 善廣
善廣（？—？），依普杼克氏，字子居，因二世祖武義都尉懷安故漢姓懷，京口駐防蒙古鑲紅旗人，同治丁卯举人，十年辛未科進士。
始祖塔賚，二世祖懷安，三世祖色愣，四世祖機爾哈朗，曾祖訥青阿，祖良惠，父春元（癸卯科舉人），母王氏、項氏，妻文氏、李氏（道光三十年進士李吉言胞侄女）、張氏，子桂森、桂榮。
其堂兄善昌是咸豐三年癸丑科（1853年）繙譯進士，其子桂森是光緒十八年壬辰科進士。

## 生平[1]
同治六年丁卯補行辛酉科舉人，同治十年辛未科會試第60名貢士，殿試三甲進士，欽點內閣中書，改加同知銜，截取知縣，籤分浙江。歷充己卯科受卷官，乙酉科同考試官；歷署乍浦理事同知，西安縣知縣，特授金華府浦江縣知縣，海運歷保同知直隸州，交部從優議敘。
著有《浦江县志》、《浙水宦迹詩钞》。